# Terroryzm samobójczy

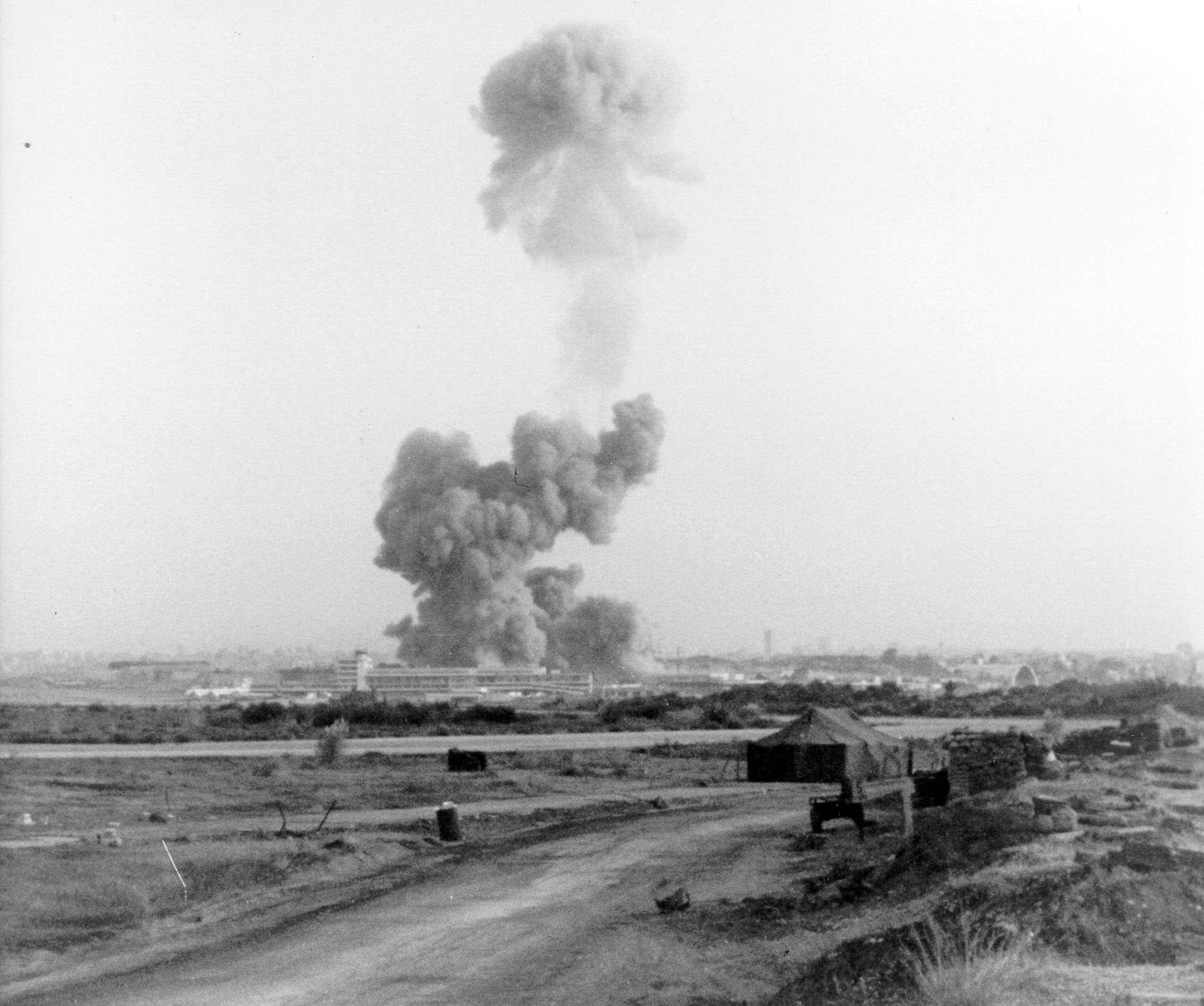
Samobójczy zamach bombowy na kwaterę Korpusu Piechoty Morskiej Stanów Zjednoczonych w Bejrucie (23 października 1983)

Terroryzm samobójczy – terroryzm, który powstał na początku lat 80. XX wieku w Libanie i rozprzestrzenił się na cały świat. Zamachy te są rozpoznawane jako czwarta fala terroryzmu. Pojęcie jest różnie interpretowane, np. Martha Crenshaw przyjmuje, że zjawisko to oznacza akty terrorystyczne, w których śmierć sprawcy jest koniecznym warunkiem ich przeprowadzenia. Yoram Schweitzer uważa, że politycznie motywowany akt przemocy popełniony przez samoświadomą jednostkę, która aktywnie i z premedytacją powoduje własną śmierć z zamiarem zniszczenia określonego celu. Śmierć sprawcy jest przy tym koniecznym warunkiem powodzenia misji.
Definicja Boaza Ganora mówi o metodzie operacyjnej, w której sam akt ataku jest uzależniony od śmierci sprawcy, natomiast Rohana Guanratny twierdzi, iż to poświęcenie własnego życia w akcie zniszczenia lub próbie zlikwidowania danego obiektu, aby przyśpieszyć osiągnięcie celu politycznego. Psychologicznie i fizycznie wyszkolony terrorysta dąży do własnej śmierci jednocześnie ze zniszczeniem wrogiego celu.
Takie ataki postrzegane są jako bardzo skuteczna broń w arsenale terrorystycznym. 
Wyróżnia się trzy rodzaje samobójstw (koncepcja Emila Durkheima):
1. Egoistyczne – akt prywatny występujący na skutek utraty/zerwania więzi społecznych oraz izolacji.
2. Fatalistyczne – pakty samobójcze na skutek presji w izolowanych grupach np.: sekty.
3. Altruistyczne – akt publiczny wynikający z bardzo mocnej integracji ze wspólnotą i jej wartościami, wyróżniającym się przejawem cnoty, nie zaś obowiązku wymuszonego przez społeczność.

Często właśnie terroryzm samobójczy zaliczany jest jako altruistyczne samobójstwo. Najczęściej spotykane to zjawisko jest wśród religijnych organizacji terrorystycznych ruchu dżihadystycznego, takich jak Hamas, czy Hezbollah. Bezpośrednim celem zamachowca-samobójcy jest nie tylko doprowadzenie do własnej śmierci, ale także spowodowanie jak największej liczby ofiar wśród przeciwnika. Śmierć samego wykonawcy ataku terrorystycznego potęguje uczucie strachu, ponieważ dowodzi pełnej bezkompromisowości zamachowca oraz jego gotowości do złożenia ofiary w postaci własnego życia. Mimo iż jest o podłożu religijnym nawołującym do dżihadu, lecz występują także treści związane z patriotyzmem i nacjonalizmem. Niekiedy taki terrorysta samobójca poświęca się islamowi, walce z okupantem jako męczennik posiadający aprobatę społeczeństwa (w tym przypadku palestyńskiego) uznającego terrorystę za bohatera. Planując ataki terrorystyczne, terroryści liczą na efekt psychologiczny. Jest on dużo większy, gdy dokona go kobieta, ponieważ w wielu środowiskach postrzegana jest, jako bezbronna i niezdolna do wyrządzenia krzywdy. W związku z tym, atak terrorystyczny dokonany przez kobietę eskaluje uczucie strachu. Ponadto kobiecie często znacznie łatwiej przeniknąć w miejsca masowych skupisk ludzkich, aby tam przeprowadzić zamach.